# Голодомор: голоси свідків
Голодомор: голоси свідків — канадський короткометражний документальний фільм режисера і продюсера Аріадни Охримович про Голодомор 1932–33 років в Україні. У фільмі задокументована усна історія канадських українців, які пережили Голодомор — голод, який визнаний і в Україні, і в Канаді як геноцид українського народу, спланований і здійснений Радянським Союзом під керівництвом Йосипа Сталіна. Аріадна Охримович провела понад 100 інтерв'ю з респондентами по всій Канаді, які послужили канвою її фільму.
У фільмі використано рідкісні архівні фотографії, знімання та оригінальні малюнки. Він виграв нагороду «Exposé Award» на чиказькому фестивалі «Мир на Землі» (англ. Peace on Earth Film Festival), почесну нагороду (англ. Best Shorts Competition) після номінації на фестивалі «Жіночим оком» (англ. Female Eye Film Festival) у Торонто. Фільм був офіційно відзначений на Лос-Анджелеському Жіночому кінофестивалі (англ. Los Angeles Women’s Film Festival); фестивалях Paris Ethnografilm, Selby U.K., The Freethought FIlm Festival в Орландо; Вест Честері англ. West Chester PA; Doctober Fest у Белінґгамі, Вайомінг; Джасперському кінофестивалі (англ. Jasper Film Festival). Відома канадська акторка Люба Ґой здійснила начитку авторського тексту.
Виробництво фільму було підтримане Міністерством з питань канадської спадщини, Конґресом Українців Канади, Українсько-канадським дослідчо-документаційним центром, Фундацією ім. Шевченка, Українськими кредитними спілками та приватними пожертвами.

## Сприйняття
Голодомор: голоси свідків здобув премію «Золотий сніп» за найкращу наукову роботу на Йорктонському кінофестивалі в травні 2016 року після того, як потрапляв до номінацій на кількох інших фестивалях.
Фільм показали старшокласникам Реджайни в Саскачевані в травні 2016 року.